# Dryopteris aristulata
Dryopteris aristulata là một loài thực vật có mạch trong họ Dryopteridaceae. Loài này được Rosenst. miêu tả khoa học đầu tiên năm 1914.